# Battaglia della Landing Zone Albany
La battaglia della Landing Zone Albany fu il momento culminante e finale della campagna della Valle di Ia Drang, nel novembre 1965 durante la guerra del Vietnam; dopo i duri scontri avvenuti alla Landing Zone X-Ray, il 2º battaglione del 7º reggimento di cavalleria appartenente alla famosa 1ª Divisione di cavalleria aerea americana, venne sorpreso il 17 novembre 1965 allo scoperto durante la marcia a piedi di avvicinamento alla cosiddetta Landing Zone Albany e praticamente distrutto dagli attacchi delle forze nordvietnamite dell'Esercito Popolare che lo assalirono da tutte le direzioni.
Solo l'intervento dell'aviazione americana, che saturò la zona con bombe al napalm, e l'arrivo di alcuni rinforzi del 5º reggimento di cavalleria, impedirono il totale annientamento del battaglione e permisero di salvare una parte delle truppe. Le forze nordvietnamite, dopo aver inflitto terribili perdite, nella notte del 18 novembre si ritirarono permettendo l'evacuazione in elicottero dei miseri resti delle forze americane attaccate.
Si trattò della battaglia di un giorno in assoluto più sanguinosa della guerra del Vietnam per le forze americane (con 151 morti, 4 dispersi e 121 feriti in totale su un organico iniziale di circa 450 uomini) e della più pesante sconfitta subita da un reparto organico americano in campo aperto contro le aggressive e coraggiose forze nordvietnamite.

## Nella valle dello Ia Drang
Dopo aver sanguinosamente respinto i violenti attacchi nemici alla Landing Zone X-Ray, il colonnello Thomas Brown, comandante della 3ª Brigata della 1ª Divisione di Cavalleria aerea, aveva deciso di evacuare l'area dei drammatici combattimenti e di rischierare i tre battaglioni aeromobili (1° e 2° del 7º reggimento e 2° del 5º reggimento) in precedenza raggruppati a X-Ray. Quindi, mentre il 1º battaglione del 7° (provatissimo dalla battaglia) veniva evacuato con gli elicotteri, venne invece deciso di spostare gli altri due battaglioni, a piedi via terra.
Era prevista una marcia forzata del 2º battaglione/5º reggimento in direzione nord-est fino ad una nuova Landing Zone denominata Columbus, mentre l'altro battaglione (il 2° del 7º reggimento), dopo aver percorso inizialmente lo stesso cammino del battaglione del 5º reggimento, avrebbe dovuto deviare a nord-ovest verso la cosiddetta Landing Zone Albany, poco a sud del corso dello Ia Drang. Contemporaneamente a questi spostamenti via terra sarebbe stato sferrato un devastante attacco con B-52 sul massiccio montuoso del Chu Pong, dove si riteneva avessero trovato rifugio i superstiti reparti nordvietnamiti decimati a X-Ray.
Per mancanza di documentazione ancora oggi non risulta chiaro lo scopo e l'eventuale obiettivo di questi spostamenti via terra che esponevano indubbiamente le forze americane a pericoli di imboscate da parte delle forze nordvietnamite ancora presenti nella zona; difetti di pianificazione e un eccesso di sicurezza, dopo i successi precedenti, indussero forse i comandi a sottovalutare i rischi di una simile manovra su terreno difficile. Alle ore 09.00 del 17 novembre, quindi, il 2º battaglione del 5º reggimento cavalleria aerea, guidato dal tenente colonnello Robert Tully, diede inizio alla sua marcia da X-Ray verso la LZ Columbus, seguito dopo dieci minuti dal 2º battaglione del 7º reggimento, al comando del tenente colonnello Robert McDade.

## Battaglia a sorpresa
(generale Chu Huy Man, comandante nordvietnamita del settore B-3 negli altipiani centrali.)

### Marcia versoAlbany
La marcia si svolse senza molte precauzioni in una atmosfera di tranquilla sicurezza, con temperature elevatissime (fino a 40 °C) e in un terreno disagevole che sfiancò rapidamente gli uomini sovraccarichi di materiali e costretti a muoversi a piedi; dopo circa due chilometri i due reparti americani si separarono e il 2°/7° deviò verso nord-ovest per dirigersi alla prevista LZ Albany.
Il 2º battaglione marciava in colonna con scarse misure di sicurezza sui fianchi, con i plotoni scaglionati su circa 500 metri di lunghezza; in testa era il plotone da ricognizione del tenente Payne; subito dietro veniva la compagnia Alpha del capitano Sugdinis (con i plotoni scalati a sinistra e a destra); seguivano la compagnia Delta del capitano Thorpe e la compagnia Charlie del capitano Fesmire (schierate in colonna e scarsamente preoccupate di eventuali insidie del nemico). Dopo queste compagnie da combattimento marciava la compagnia comando (capitano Boone) con il personale logistico del battaglione e chiudeva quindi la lunga colonna la compagnia Alpha del 1º battaglione del 5º reggimento, aggregata alle forze di McDade in sostituzione della compagnia Bravo rimasta a riposo a Camp Holloway; il capitano Forrest, comandante della compagnia Alpha schierata nelle retrovie, prese l'opportuna precauzione di organizzare vedette sui fianchi per individuare la possibile presenza di forze nemiche.

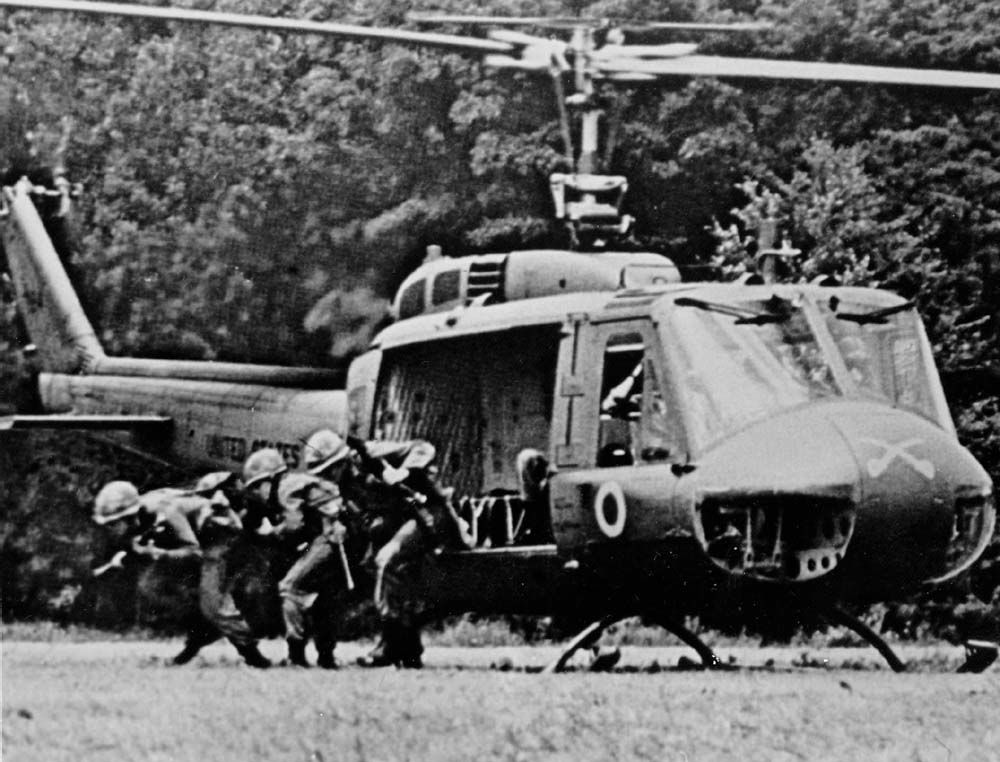
Soldati della cavalleria aerea in azione dagli elicotteri.

In effetti, dalla cima del massiccio del Chu Pong i nordvietnamiti individuarono subito i movimenti americani da X-Ray e organizzarono squadre di ricognitori per sorvegliare le aree delle Landing Zone nemiche; nel frattempo continuava l'estenuante marcia del 2º battaglione: su terreno scoperto, con l'erba alta fino al ginocchio e una calura insopportabile, le forze americane progredivano con difficoltà. Venne raggiunto un gruppo di capanne (rapidamente bruciate e fumanti, in questo modo segnalando malaccortamente al nemico la propria presenza), quindi la marcia proseguì sempre più faticosa, mentre il terreno diventava più impervio, con erba alta fino al petto e vegetazione molto fitta.
Prima di mezzogiorno, la colonna fece una breve pausa per il pasto, mentre nel frattempo il battaglione del tenente colonnello Tully aveva ormai raggiunto la Landing Zone Columbus senza aver incontrato difficoltà. Nella zona su cui marciava il 2º battaglione di McDade erano invece presenti in forze numerosi reparti freschi nordvietnamiti, anche loro ignari per il momento dell'avvicinamento della cavalleria americana, ma riposati e pronti al combattimento. Si trattava dell'8º battaglione del 66º reggimento regolare arrivato solo da due settimane (appartenente alla famosa 304ª Divisione nordvietnamita, veterana di Dien Bien Phu), rinforzato dai resti del 1º e del 3º battaglione del 33º reggimento (molto indeboliti dopo le precedenti battaglie dello Ia Drang).
Mentre questi agguerriti reparti nordvietnamiti confluivano nell'area per attaccare da tutte le direzioni la lunga colonna americana, il 2º battaglione proseguiva la sua estenuante marcia verso Albany; la giungla si faceva sempre più fitta, mentre la sensazione di isolamento scosse in parte il morale delle truppe; in questa fase vennero inaspettatamente catturati due regolari nordvietnamiti dai ricognitori del tenente Payne, e il tenente colonnello McDade si recò quindi in persona in testa alla colonna per interrogare i prigionieri e chiarire la incerta situazione.
L'interrogatorio non diede grandi risultati e McDade, allarmato, decise di convocare tutti i comandanti di compagnia in testa alla colonna per un consulto generale sulla situazione; mentre i capitani comandati si recavano dal tenente colonnello, abbandonando di conseguenza le loro compagnie, il battaglione perse definitivamente la sua coesione sparpagliandosi ancor di più lungo un tratto di alcune centinaia di metri. Stremati, i soldati delle compagnie Delta e Charlie si fermarono per riposarsi, mentre la compagnia di coda del capitano Forrest rimase in formazione protettiva; nel frattempo il plotone ricognitori e la compagnia Alpha con McDade e i vari comandanti di compagnia, proseguiva in avanti per giungere alle ore 13.07 in una prima radura circondata da erba alta e alberi, punteggiata da grandi termitai.
La testa della colonna aveva raggiunto Albany, ma il resto del battaglione era disgregato a sud-est della Landing Zone, esposto ad attacchi da tutte le direzioni e privo dei rispettivi comandanti. Proprio in quel momento, venne individuata improvvisamente la presenza del nemico vicinissimo sia a nord che a est e a ovest del battaglione; l'attacco nordvietnamita esplose subitaneamente scatenando immediatamente la confusione generale tra le truppe americane praticamente circondate e divise in gruppi separati in mezzo all'erba alta e agli alberi della boscaglia.

### Massacro nell'erba
Le forze americane erano incappate in pieno nelle truppe regolari nordvietnamite presenti nella zona: l'8º battaglione del 66º reggimento, che aveva bivaccato proprio a nord-est della colonna del 2º battaglione in avvicinamento; rapidamente organizzata, la formazione nemica sferrò un micidiale attacco da est, mentre i resti del 33º reggimento impegnarono a distanza ravvicinata la testa dei reparti americani che aveva raggiunto la radura di Albany; infine i ricognitori del tenente Payne sbucarono proprio nel campo base del 3º battaglione del 33º reggimento nordvietnamita e vennero quindi immediatamente attaccati a loro volta.

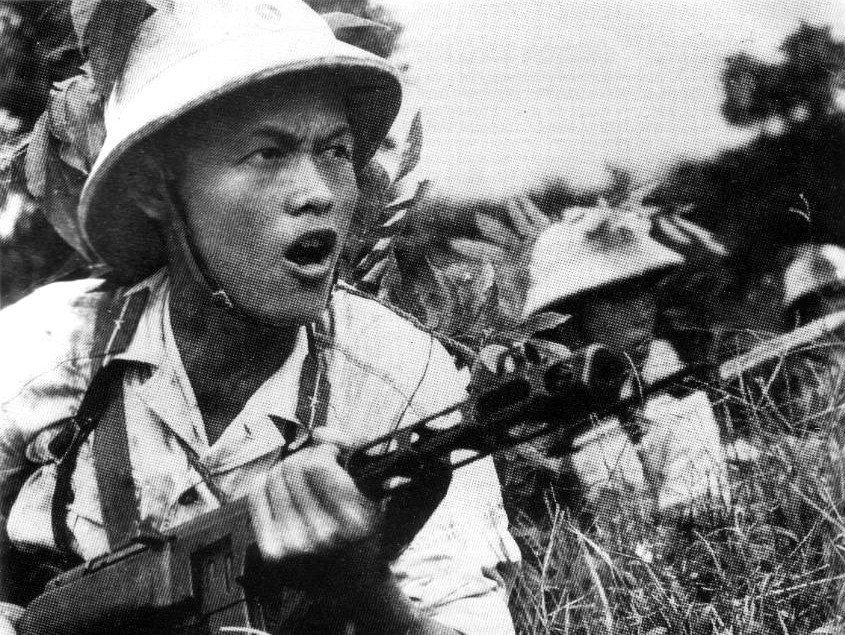
Soldati nordvietnamiti pronti a passare all'attacco nella boscaglia.

Erano le 13.15 del 17 novembre e stava per avere inizio il combattimento più sanguinoso e drammatico per le forze statunitensi della guerra del Vietnam; i soldati nordvietnamiti sbucarono da tutte le direzioni, e, secondo le direttive del colonnello Nguyen Huu An, comandante dei reparti, attaccarono da più lati, cercando di disgregare la colonna nemica, di frammentarla in gruppi separati e di distruggerla a gruppi, ricercando il combattimento ravvicinato corpo a corpo, per evitare i rischi del fuoco d'artiglieria e aereo del nemico. I soldati nordvietnamiti, riposati e dal morale altissimo, erano in attesa del nemico (allertati da circa venti minuti) e misero subito in grave difficoltà la testa della colonna americana per poi attaccare in massa principalmente il lato destro del battaglione nemico.
Il plotone ricognitori e la compagnia Alpha vennero quindi attaccati da tutte le direzioni e rapidamente circondati; nonostante la sorpresa e la grande confusione, il tenente Payne riuscì ad organizzare un perimetro difensivo nella radura e a coordinare una difesa efficace, pur subendo gravi perdite. Il tenente colonnello McDade, presente con la compagnia Alpha, cercò di organizzare una difesa ad Albany ma perse ogni contatto con il resto della colonna, ormai praticamente circondata, attaccata a gruppi e vicina alla distruzione. Alle 13.26 mentre la battaglia infuriava solo da pochi minuti, il battaglione americano era già frammentato in gruppi separati, con i ricognitori e la Alpha con il comandante McDade nel precario perimetro difensivo a nord di Albany, e i soldati nordvietnamiti infiltrati più a sud dopo aver tagliato in due la lunga colonna.
Durante il furioso scontro a distanza ravvicinata dei primi minuti, due plotoni della compagnia Alpha vennero circondati e distrutti mentre i superstiti riuscirono a ripiegare fino al perimetro difensivo dei ricognitori di Payne alla radura di Albany; nella giungla e in mezzo all'erba alta i reparti nordvietnamiti si infiltrarono da tutte le parti, appoggiati anche da un efficace fuoco di mortai.
Con i comandanti separati dalle loro truppe, le compagnie americane non riuscirono ad organizzare una difesa efficace; solo la compagnia Alpha del 1º/5º reggimento, in coda alla colonna, fu in grado di costituire un perimetro difensivo e resistere pur subendo fortissime perdite da parte dei nordvietnamiti appostati sugli alberi e nei termitai. Invece le compagnie Charlie e Delta vennero travolte completamente. Disorganizzate, senza comandanti e colte di sorpresa, vennero attaccate da tutte le direzioni, falciate dal fuoco delle mitragliatrici e distrutte; la Charlie ebbe 45 morti e 50 feriti su un contingente totale di 112 uomini, la Delta, circondata e in trappola, venne ugualmente decimata. I nordvietnamiti sbucarono fuori dalla boscaglia e setacciarono l'erba alta alla ricerca dei sopravvissuti e dei feriti americani per uccidere i superstiti e completare l'opera di distruzione della colonna nemica.
Con tre compagnie decimate e i superstiti raggruppati in precarie posizioni difensive a nord (nella radura Albany con i ricognitori e i pochi sopravvissuti della Alpha e il tenente colonnello McDade) e a sud (il perimetro organizzato dal capitano Forrest con i resti della Alpha del 5º reggimento), la situazione americana era molto difficile mentre le perdite subite erano state elevatissime durante i furibondi scontri corpo a corpo dei piccoli gruppi separati di soldati americani contro la aggressiva fanteria nordvietnamita.

### Salvataggio dei sopravvissuti
La confusione generale tra le truppe americane, le difficoltà di comunicazione, l'isolamento e la scarsa conoscenza della situazione sul terreno da parte del tenente colonnello McDade, impedirono in un primo momento di comprendere la gravità della situazione e di allertare il comando di brigata per ottenere l'indispensabile aiuto. Il colonnello Brown, comandante della 3ª Brigata, inizialmente non comprese la gravità delle perdite subite dal 2º battaglione e la disperata necessità di soccorso; inoltre la ricognizione aerea e gli elicotteri armati impiegati nell'area non ricevettero informazioni precise e non poterono intervenire sul terreno dove le truppe americane e nordvietnamite erano confusamente frammischiate e impegnate in scontri ravvicinati.
Finalmente, il colonnello Brown e soprattutto il vicecomandante della divisione, generale Richard Knowles, intervennero energicamente per cercare di salvare i superstiti del 2º battaglione; Knowles (che si recò in elicottero sopra la radura Albany ed entrò in contatto con McDade) organizzò lo sbarramento d'artiglieria per battere le aree intorno al perimetro americano; nel frattempo Brown costituì una forza di soccorso con una compagnia del 1º battaglione/5º reggimento cavalleria che avrebbe marciato da Columbus via terra verso la coda della colonna americana e con la compagnia Bravo del 2º battaglione/7º reggimento che, da Camp Holloway, sarebbe partita in elicottero verso Albany.
Nel frattempo lo scontro continuava violentissimo; alla radura di Albany i superstiti della Alpha e i ricognitori, guidati dal tenente colonnello McDade, mantennero saldamente le loro posizioni pur accerchiati, e respinsero gli attacchi nemici, infliggendo dure perdite. All'altro capo della colonna, il capitano Forrest aveva ugualmente organizzato un altro perimetro difensivo e i suoi uomini si battevano duramente per resistere agli attacchi. La situazione rimaneva drammatica nello spazio tra questi due precari capisaldi americani: un gruppo di superstiti della compagnia Delta riuscì a raggiungere Albany, ma il resto della compagnia e la compagnia Charlie e la compagnia comando vennero massacrate, mentre i soldati nordvietnamiti si aggiravano spietatamente nell'erba alta per finire i feriti e per eliminare le ultime sporadiche resistenze.
Proprio in questo momento intervennero drammaticamente gli aerei americani; gli A-1 Skyraider iniziarono gli attacchi aerei con il napalm con terribili effetti distruttivi; i nordvietnamiti, impegnati nel rastrellamento finale, subirono terribili perdite, la boscaglia si incendiò divorando anche alcuni soldati americani rimasti isolati in mezzo ai nemici. Poco dopo intervenne anche l'artiglieria americana che contribuì a frenare gli attacchi nemici e a sostenere la resistenza a Albany. Verso le ore 16.30 ci fu una prima pausa nei combattimenti; gli attacchi aerei e il fuoco di artiglieria avevano duramente colpito le forze nordvietnamite, dando respiro ai resti del 2º battaglione della cavalleria aerea, mentre le colonne di soccorso erano in avvicinamento. Fin dalle 14.55 la compagnia Bravo del 5º reggimento del capitano Tully, era partita da Columbus, e alle 17.45 decollarono sugli elicotteri da Camp Holloway gli uomini della compagnia Bravo del 2º battaglione/7º reggimento del capitano Diduryk per sbarcare direttamente a Albany.
Alle ore 16.30 i soldati della compagnia Bravo del capitano Tully entrarono in contatto senza grandi difficoltà con il perimetro meridionale del capitano Forrest contribuendo al suo rafforzamento e cominciando ad organizzare l'evacuazione dei numerosi feriti; alle 17.00 le prime eliambulanze iniziarono il trasporto, mentre il perimetro era sottoposto a nuovi attacchi nordvietnamiti fino al calar delle tenebre.

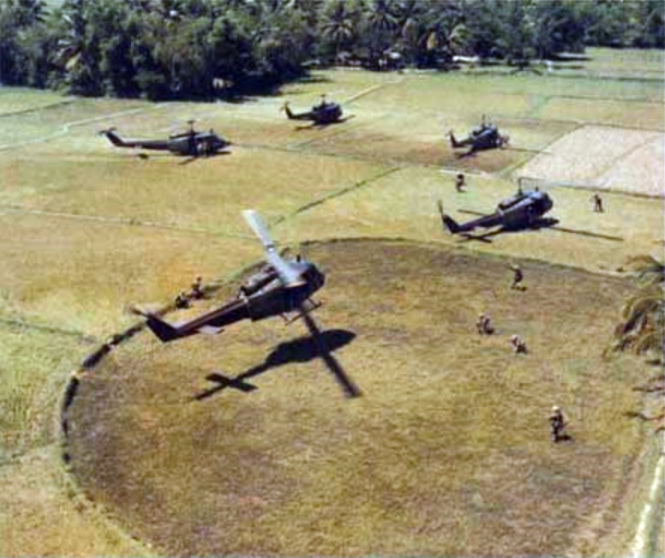
Elicotteri americani UH-1 Iroquois della 1ª Divisione cavalleria aerea.

Nel frattempo la compagnia del capitano Diduryk entrò in azione alle ore 18.45 sbarcando dagli elicotteri direttamente su Albany; gli elicotteri del maggiore Bruce Crandall (già valoroso combattente a X-Ray) riuscirono, nonostante il pesante fuoco da terra nemico, a effettuare con successo il trasporto della cavalleria area; otto elicotteri furono colpiti nel crepuscolo illuminato dagli incendi e dagli innumerevoli traccianti. La situazione che trovarono gli uomini del capitano Diduryk e del tenente Rescorla era particolarmente difficile e confusa; grazie ai rinforzi il perimetro di Albany venne ampliato e rinforzato e alle ore 21.50 da Camp Holloway giunsero quattro elicotteri per iniziare l'evacuazione dei feriti. La manovra, compiuta sotto il fuoco nordvietnamita, ebbe fortunatamente successo. Durante la notte i soldati rimasti ad Albany trascorsero ore di preoccupazione e ansia, ma i nordvietnamiti (che avevano subito a loro volta dure perdite) non sferrarono altri attacchi e si impegnarono soprattutto nel recupero dei propri caduti, nella eliminazione dei soldati americani feriti o isolati,  e nella manovra di ripiegamento di fronte alle crescenti forze nemiche.
Il 18 novembre lo stesso colonnello Brown giunse a Albany per valutare di persona la situazione; durante la mattinata i soldati americani si dedicarono soprattutto all'ispezione del tragico campo di battaglia e al recupero dei numerosi caduti; lo spettacolo risultò particolarmente impressionante e tragico. Nel frattempo le due compagnie schierate nel perimetro meridionale del capitano Forrest eseguirono con successo il ripiegamento verso la Landing Zone Columbus che peraltro venne attaccata a sua volta senza successo da un battaglione del 33º reggimento nordvietnamita.
La Landing Zone Columbus venne alla fine abbandonata dagli americani il 19 novembre mentre Brown organizzò una nuova Landing Zone Crooks dove evacuare i resti del 2º battaglione/7º reggimento (in attesa del definitivo ritorno a Camp Holloway) e dove sarebbe stata presto schierata la 2ª Brigata della cavalleria aerea in sostituzione della provata 3ª Brigata. La battaglia di Albany era terminata: gli americani, dopo aver subito pesanti perdite, avevano evitato la distruzione completa ma erano stati costretti a ripiegare, mentre le forze nordvietnamite avevano a loro volta interrotto gli attacchi e si erano ritirati dopo aver inflitto una grossa batosta alla cavalleria aerea, ma consapevoli di non poter resistere al superiore potenziale di fuoco soprattutto aereo e di artiglieria del nemico.

## Bilancio
Le notizie della disfatta iniziale americana filtrarono con difficoltà e confusione, si diffusero voci di catastrofe e di massacro della cavalleria (si parlò di un nuovo Little Big Horn); i comandi statunitensi, lo stesso generale Westmoreland e la propaganda statunitense cercarono inizialmente di minimizzare il sanguinoso costo della battaglia ad Albany magnificando invece i risultati ottenuti dalle tattiche della cavalleria aerea nella precedente battaglia alla Landing Zone X-Ray.
Al contrario, il generale An e i nordvietnamiti sottolinearono sul momento, e confermarono nelle loro memorie, l'importanza della battaglia, gli importanti risultati ottenuti, il successo delle nuove tattiche di combattimento a distanza ravvicinata contro le truppe americane ("afferrare il nemico per la cintura", secondo la terminologia vietnamita) e la vittoria morale ottenuta contro il potente nemico in questo primo scontro diretto tra truppe regolari delle due parti.
In effetti, anche se tatticamente la battaglia si concluse con la ritirata nordvietnamita e con il riuscito salvataggio dei superstiti del 2º battaglione, dal punto di vista psicologico il massacro a Albany incise sulle baldanzose truppe della cavalleria aerea e influenzò l'intero corso del conflitto vietnamita, rendendo evidente la durezza della lotta e la pericolosità e la combattività del nemico, e il rischio ad affrontarlo allo scoperto nell'impervio territorio vietnamita e a distanza ravvicinata. Le perdite americane furono molto alte (in assoluto le più alte in una battaglia di un solo giorno di tutta la guerra), il 2º battaglione uscì decimato dagli scontri (quasi 300 perdite su un organico di circa 450 uomini, i corpi di quattro soldati dispersi furono infine recuperati nell'aprile 1966), dolorosa dimostrazione del futuro che attendeva i combattenti. Lo stesso Ministro della Difesa Robert McNamara divenne improvvisamente cosciente della vera natura della guerra, illustrando realisticamente al Presidente Lyndon Johnson le incerte prospettive della lotta.